# Multinational MRTT Unit
Die Multinational MRTT Unit (Multinational Multi Role Tanker Transport Unit, MMU) ist ein fliegender Verband mehrerer NATO-Staaten, welcher seinen Hauptstandort (Main Operating Base) am Flughafen Eindhoven hat, und einen Nebenstandort (Forward Operating Base) am Flughafen Köln-Bonn. Die Einsätze der Airbus-A330-MRTT-Flotte in der Version KC-30M werden durch das European Air Transport Command (EATC) in Eindhoven koordiniert.

## Auftrag
- Luftbetankung
- Transport von Material und Personal
- StratAirMedEvac

## Geschichte
Die niederländische Luftwaffe plante zunächst den Kauf von Flugzeugen des Typs Airbus A330 MRTT als Ersatz für die beiden veralteten McDonnell Douglas KC-10. Hieraus entwickelte sich unter Initiative der Europäischen Verteidigungsagentur der Plan zur Aufstellung eines europäischen Tankflugzeug-Verbandes und dazu die Beschaffung über die Gemeinsame Organisation für Rüstungskooperation (OCCAR) von zunächst vier A330 MRTT im Rahmen der NATO.
Der Aufbau einer multinationalen Tankerflotte wurde im November 2014 unter dem Namen Multinational MRTT Fleet (MMF) beschlossen. Zu Anfang bestand der Vertrag nur zwischen den Niederlanden und Luxemburg. Im Jahr 2017 schlossen sich auch Deutschland und Norwegen dem Projekt an und als fünftes Mitglied Belgien im Jahr 2018. Am 24. Oktober 2019 teilte die NATO mit, dass Tschechien als weiterer Teilnehmerstaat gewonnen werden konnte. Durch die Beteiligung dieser sechs Nationen wurde zunächst die Beschaffung und der Betrieb von acht Flugzeugen ermöglicht, welche aber der NATO gehören und niederländische Registrierung/Kennzeichen tragen. Den Staaten, welche für die Finanzierung verantwortlich sind, werden exklusive Nutzungsrechte zugestanden.
Die Multinational MRTT Unit als operativer Verband, wurde nach mehrjähriger Vorbereitungsphase, am 10. Juli 2019 durch den Vorsitzenden des Multinational Executive Board (MEB), Kommodore Dick Kreiter in Eindhoven aufgestellt. Die Lieferung der Flugzeuge – militärische Bezeichnung KC-30M – begann am 30. Juni 2020 mit der ersten Maschine. Die zweite Einheit traf am 10. August 2020 in Eindhoven ein. Die Maschinen 3–5 folgten im November 2020, April 2021 und am 31. August 2021. Für Februar und Juli 2022 war die Auslieferung des 6. und 7. Airbus A330 MRTT geplant und bis 2024 soll das achte Flugzeug geliefert sein. Die 6. und 7. Maschine wurden schließlich im Juli 2022 ausgeliefert.
Im September 2020 wurde eine weitere Option auf einen A330 MRTT im Namen der NATO Support and Procurement Agency (NSPA) zu einem Festauftrag umgewandelt. Der Bestellung ging die Entscheidung Luxemburgs voraus seine Beteiligung am Programm zu erweitern und die Zahl der vertraglich vereinbarten Flugstunden von 200 auf 1200 pro Jahr zu erhöhen. Luxemburg will mit diesem Schritt anderen NATO-Staaten ermöglichen, ihren Bedarf an Luftbetankung, strategischem Transport und medizinischer Evakuierung zu decken. Mit der Vertragserweiterung auf nun 9 A330 MRTT für die MMU, verbleibt noch eine Optionen auf zwei weitere Flugzeuge, die bei Bedarf nachbestellt werden können.
Die Anfangsbereitschaft erfolgte kurz vor dem ersten Kommandowechsel am 23. März 2023., womit die NATO Support and Procurement Agency (NSPA) die Verantwortung des Programms von der OCCAR übernahm. Während der Feierlichkeiten zur Ersten Einsatzfähigkeit (IOC) der multinationale MRTT-Flotte wurde das Memorandum of Understanding (MoU) der sechs beteiligten Nationen zur Beschaffung des zehnten A330 MRTT unterzeichnet. Zuvor hatte Belgien seinen zusätzlichen Bedarf von 1.100 Flugstunden pro Jahr bekanntgegeben. Die Auslieferung soll 2026 erfolgen. Drei weitere Flugzeuge stehen noch auf der Optionenliste.
Am 5. Juni 2025 unterzeichneten die Verteidigungsminister Finnlands, Schwedens und Dänemarks eine Absichtserklärung (Letter of Intent) zur Teilnahme an der multinationalen NATO-Einheit für Tank- und Transportflugzeuge MMU. Mit der Ankündigung Dänemarks wird die MMU um eine elften und zwölfte A330 MRTT erweitert. Es wird nun erwartet, dass unter Beteiligung der zwei anderen nordischen Länder noch weitere A330 MRTT bestellt werden, um den Bedarf an Luftbetankungs- und Transportkapazität zu decken. Auch die Einrichtung eines dritten Stützpunkts ist geplant.

## Mitgliedsstaaten
Folgende Staaten unterstützen das Multinational MRTT Fleet-Programm und sind somit ebenfalls in die Multinational MRTT Unit eingebunden:
- Belgien
- Deutschland
- Luxemburg
- Niederlande
- Norwegen
- Tschechien
- Dänemark
- Finnland
- Schweden

Die Federführung am MMF-Programm liegt bei den Niederlanden. Alle beteiligten Staaten finanzieren die Beschaffung und den Betrieb entsprechend ihrer gebuchten Flugstunden. Zu verteilen gibt es mit zehn Flugzeugen 11000 Stunden pro Jahr, von denen die deutsche Luftwaffe mit 5500 Stunden den größten Anteil übernommen hat. Deshalb werden vier der A330 MRTT auf der Forward Operating Base+ (FOB+) auf dem militärischen Teil des Flughafens Köln/Bonn stationiert werden. Eine Maschine soll dort rund um die Uhr für MedEvac-Flüge bereitstehen. Neben Deutschland nehmen die Niederlande 2000 Stunden ab (als Nachfolge ihrer beiden KDC-10), Belgien 2100 (zunächst 1000), Luxemburg 1200 (zuvor 200), sowie Norwegen und die Tschechische Republik je 100 Stunden.

## Gliederung
Die Einheit befindet sich im Aufbau. Die Einsätze werden durch das European Air Transport Command koordiniert.

### Main Operation Base
Fünf Flugzeuge sollen auf dem militärischen Teil des Flughafens Eindhoven stationiert werden.

### Forward Operating Base+
Vier Flugzeuge sollen auf dem militärischen Teil des Flughafens Köln-Bonn (direkt angebunden an die Luftwaffenkaserne Wahn) stationiert werden.
Die MMU-Anteile in Köln/Bonn übernehmen als besonderen Schwerpunkt die Befähigung zur StratAirMedEvac, die Einsatzbereitschaft der MMU für den Auftrag wird rund ums Jahr (24/7) sichergestellt werden. Die medizinische Ausstattung wird in Köln/Bonn vorgehalten und logistisch und medizintechnisch bewirtschaftet. In unterschiedlichen zugelassenen Konfigurationen des Luftfahrzeuges kommen als Herzstück der medizinischen Behandlungskapazität je nach Bedarf 2 bzw. 6 Patiententransporteinheiten zur Behandlung intensivmedizinisch zu versorgender Patienten zum Einsatz. Darüber hinaus werden 16 Behandlungsplätze als sogenannte „Intermediate Care Stretcher“ eingerüstet. Damit wird die Fähigkeit eine größere Anzahl von Verwundeten und Verletzten mit unterschiedlichem Behandlungsbedarf gleichzeitig mittels eines qualifizierten Lufttransports durchführen zu können.

## Luftfahrzeuge
| Bild | Seriennummer | Kennzeichen | Anmerkungen                        |
| ---- | ------------ | ----------- | ---------------------------------- |
|      | MSN1830      | T-054       | in Dienst, niederländische Kokarde |
|      | MSN1911      | T-055       | in Dienst, niederländische Kokarde |
|      | MSN1919      | T-056       | in Dienst, niederländische Kokarde |
|      | MSN1945      | T-057       | in Dienst, niederländische Kokarde |
|      | MSN1960      | T-058       | in Dienst, niederländische Kokarde |
|      | MSN1982      | T-059       | in Dienst, niederländische Kokarde |
|      | MSN1989      | T-060       | in Dienst, niederländische Kokarde |
|      | MSN2030      | T-061       | in Dienst, niederländische Kokarde |
|      | MSN2043      | T-062       | in Dienst, niederländische Kokarde |
|      | MSN2072      |             | Zulauf bis 2026                    |
|      | MSN?         |             | Zulauf bis 2028                    |
|      | MSN?         |             | Zulauf bis 2029                    |

## Kommandeure
| Nr. | Name                  | Dienstgrad | Nationalität | Beginn             | Ende               |
| --- | --------------------- | ---------- | ------------ | ------------------ | ------------------ |
| 01. | Jurgen van der Biezen | Kolonel    | Niederlande  | 10. Juli 2019      | 5. April 2023      |
| 02. | Ludger Bette          | Oberst     | Deutschland  | seit 5. April 2023 | seit 5. April 2023 |